# Choriolaus howdeni
Choriolaus howdeni är en skalbaggsart som beskrevs av Giesbert och James E. Wappes 2000. Choriolaus howdeni ingår i släktet Choriolaus och familjen långhorningar. Inga underarter finns listade i Catalogue of Life.